# Fiona Hodgson, Baroness Hodgson of Abinger

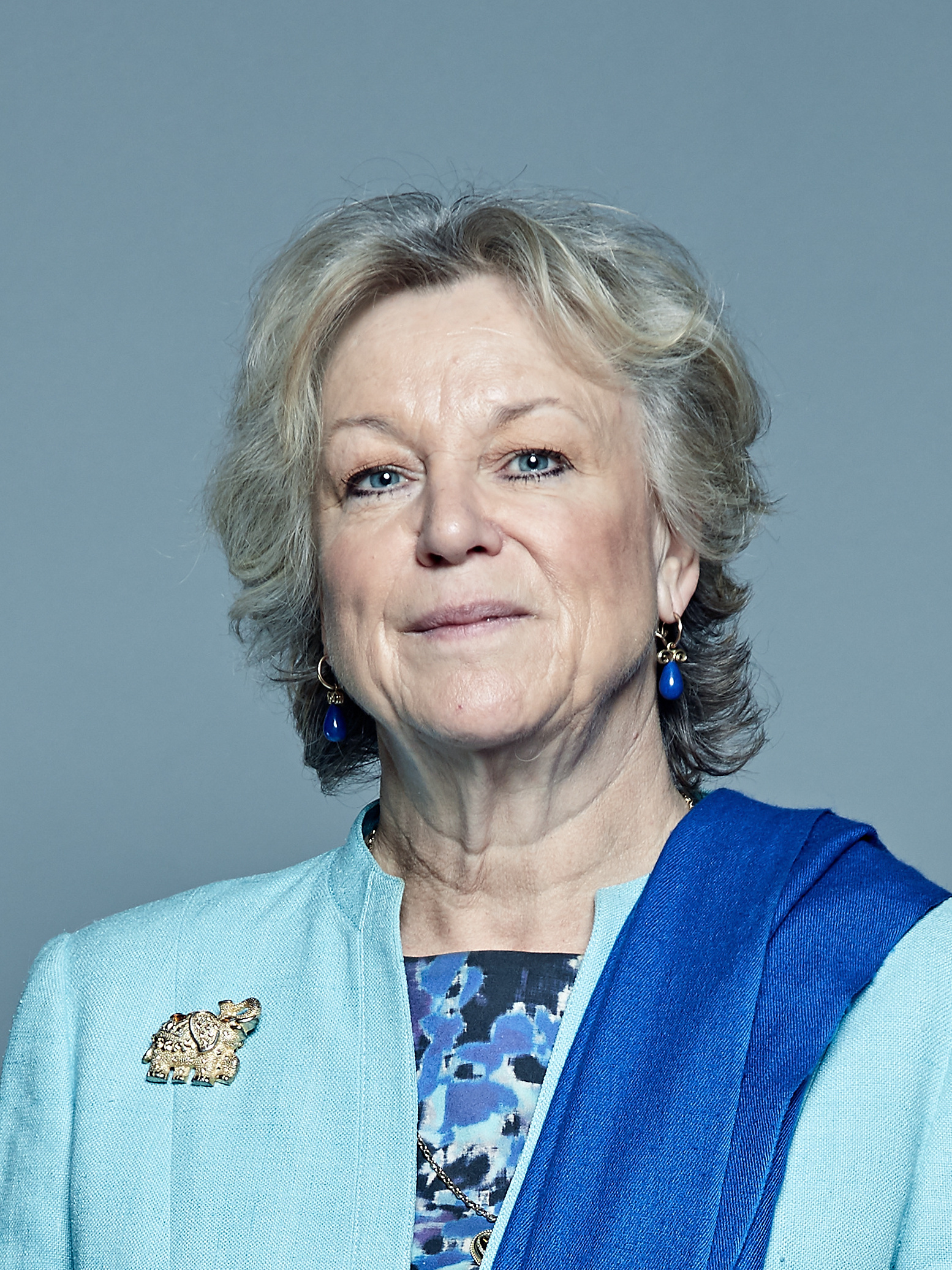
Fiona Hodgson, Baroness Hodgson of Abinger, 2018

Fiona Ferelith Hodgson, Baroness Hodgson of Abinger, CBE (* 7. November 1954 in der Grafschaft Surrey) ist eine britische Unternehmerin, Menschenrechtlerin und Politikerin der Conservative Party. Seit September 2013 ist sie als Life Peer Mitglied des House of Lords.

## Leben

### Ausbildung, Beruf, Privatleben
Fiona Hodgson wurde als Fiona Ferelith Allom geboren. Ihre Eltern lebten in Dorking in der Grafschaft Surrey. Sie besuchte die Queen Anne’s School, eine Internatsschule der Church of England für Mädchen, in Caversham und die Guildford High School in Guildford in der Grafschaft Surrey. Ihre Berufslaufbahn begann sie im Öffentlichen Dienst. Anschließend arbeitete sie in der Marktforschung. Seit mittlerweile über 25 Jahren war sie als selbständige Unternehmerin mit verschiedenen kleinen Einzelunternehmen tätig. Sie ist seit Ende der 1990er Jahre Inhaberin einer eigenen Firma für Inneneinrichtung, Möbel und Dekoration.
Hodgson ist seit 1982 mit dem ehemaligen britischen Wirtschaftsmanager und Politiker Robin Hodgson, Baron Hodgson of Astley Abbotts verheiratet. Aus der Ehe gingen fünf Kinder hervor. Der Zwillingsbruder ihres ersten Sohnes starb 1986 kurz nach seiner Geburt. Hodgson lebt mit ihrem Ehemann abwechselnd in London und Shropshire. Zu ihren Hobbys gehören Spazierengehen, Reiten, Skifahren, Lesen, Kochen und ihre Familie.

### Politik
Hodgsons Einstieg in die Politik begann Anfang der 1990er Jahre, beeinflusst durch die Begegnung mit ihrem Ehemann, Robin Hodgson, Baron Hodgson of Astley Abbotts. Lange Jahre arbeitete sie für die Conservative Women’s Organisation (CWO), die Frauenvertretung der Conservative Party. Ihre Tätigkeit dort begann sie mit Fundraising. 1992 wurde sie in das Executive Committee der Conservative Women’s Organisation gewählt. 1995 hatte sie den Vorsitz beim Blue Ribbon Dinner, einem Fundraising-Dinner der Conservative Party. Anlässlich der Britischen Unterhauswahlen 1997 entwarf sie das Kochbuch Cabinet Puddings, um Wahlkampfspenden zu erhalten; 2001 folgte das Kochbuch All Star Starters anlässlich der Britischen Unterhauswahlen 2001. 2002 wurde sie „Deputy Chairman“ der CWO; von 2003 bis 2005 war sie als „Vice Chairman“ stellvertretende Vorsitzende der Conservative Women’s Organisation. Von März 2005 bis 2008 war sie Vorsitzende (Chairman) der Conservative Women’s Organisation, anschließend dann von 2008 bis 2011 Präsidentin (President) der Conservative Women’s Organisation. Seit 2011 ist sie Ehren-Vizepräsidentin (Honorary Vice President) der CWO.
Während ihrer Zeit als Vorsitzende der CWO initiierte sie das Conservative Women’s Forum der Conservative-Party und rief die CWO Muslim Group ins Leben, eine Vereinigung von muslimischen und nicht-muslimischen Frauen der CWO, mit dem Ziel, gegenseitiges Verständnis für die jeweils andere Kultur und Religion zu fördern. Hodgsons Aktivitäten beschränkten sich dabei nicht nur auf das Vereinigte Königreich. 2007 und 2008 war sie Mitglied des Conservative Party’s Social Action Project Umbano in Ruanda und Sierra Leone. Im Rahmen des Projekts setzte sich Hodgson insbesondere für die Verbesserung der medizinischen Versorgung und der Gesundheit der Bevölkerung in den beiden Ländern ein. 2007 sprach sie vor Mitgliedern des Europäischen Parlaments in Brüssel. Von 2008 bis 2013 vertrat sie die CWO bei den Vereinten Nationen im Rahmen des alljährlichen Treffens der UN-Commission on the Status of Women in New York City.
Seit 2008 verlagerte Hodgson ihren Fokus insbesondere auf internationale Hilfsprojekte und Hilfsorganisationen. Schwerpunkte ihrer politischen Arbeit sind dabei insbesondere: Frauenrechte in Entwicklungsländern und Ländern mit Bürgerkrieg (conflict countries), die soziale Rolle der Frau in muslimischen Kulturen, Menschenrechte, sowie medizinische Versorgung und Verbesserung der Gesundheit in Staaten der Dritten Welt.
Sie ist aktuell (Stand: Februar 2014) Treuhänderin (Trustee) der Chalker Foundation und Vorsitzende (Chairman) des Advisory Boards des Netzwerks Gender Action in Peace and Security (GAPS), einem Zusammenschluss von Non-Profit-Organisationen, die insbesondere auf den Gebieten Menschenrechte und humanitäre Hilfe tätig sind. Sie ist außerdem Mitglied von Oxfam. Sie ist Schirmherrin (Patron) der Menschenrechtsorganisation Afghan Connection, die sich für Frauenrechte in Afghanistan einsetzt. 2010 war Hodgson Mitherausgeberin des Sammelbandes The Female Face of Afghanistan, mit Beiträgen zur sozialen Situation von Frauen und den Frauenrechten in Afghanistan. Im Juni 2011 überlebte sie einen Anschlag, den schwer bewaffnete Taliban-Kämpfer auf das Hotel Inter-Continental in Kabul ausführten; sie versteckte sich mit einem Freund in einem Schrank.

## Parteiämter
Von 2009 bis 2012 gehörte Hodgson dem Vorstand der Conservative Party (Board of the Conservative Party) an, zunächst als Vize-Präsidentin (Vice President) der National Conservative Convention (2009–2011), dann 2012 als Präsidentin (President). Im Oktober 2011 hatte sie den Vorsitz beim Parteitag der Conservative Party (Party Conference) in Manchester. Sie ist aktuell (Stand: Februar 2014) stellvertretende Vorsitzende (Vice Chairman) des Conservative Policy Forum und Mitglied der Conservative Human Rights Commission.

## Mitgliedschaft im House of Lords
Im Juli 2013 wurde bekanntgegeben, dass Hodgson zum Life Peer ernannt und für die Conservative Party Mitglied des House of Lords werden sollte. Sie wurde als sog. „Working Peer“ berufen. Am 16. September 2013 wurde mit dem Titel Baroness Hodgson of Abinger, of Abinger in the County of Surrey, zum Life Peer erhoben und ist seither Mitglied des House of Lords. Am 22. Oktober 2013 wurde sie, mit Unterstützung von Joan Seccombe, Baroness Seccombe und Robin Hodgson, Baron Hodgson of Astley Abbotts, offiziell ins House of Lords eingeführt.

## Orden und Ehrenzeichen
2012 wurde Hodgson in der alljährlichen New Year Honours List zum Commander des Order of the British Empire ernannt, in Anerkennung ihres Einsatzes für die Gleichheit und Gleichbehandlung der Geschlechter („For services to Gender Equality“).